# Kolczuhyne
Kolczuhyne (ukr. Кольчугине, ros. Кольчугино, Kolczugino) – wieś na Ukrainie, w Autonomicznej Republice Krymu (de iure stanowiącej integralną część państwa ukraińskiego, w 2014 anektowanej przez Rosję i odtąd funkcjonującej jako Republika Krymu), w rejonie symferopolskim. W 2001 liczyła 4481 mieszkańców, wśród których 563 wskazało jako ojczysty język ukraiński, 2689 rosyjski, 1182 krymskotatarski, 1 węgierski, 20 białoruski, 3 ormiański, 7 grecki, 1 niemiecki, 14 inny, a 1 osoba się nie zadeklarowała. Według spisu ludności przeprowadzonego przez okupacyjne władze rosyjskie populacja wsi w 2014 wynosiła 3992 osoby, a w 2021 - 4224.